# Santuário de Caravaggio
O Santuário de Nossa Senhora de Caravaggio é uma igreja situada em Caravaggio,  região da Lombardia, província de Bérgamo, Itália e Diocese de Cremona.

## História
O culto difundiu-se depois das aparições à jovem camponesa Giannetta de' Vacchi, em 26 de maio de 1432, ocorridas nos campos de Mazzolengo. Nesses lugares, já em 1432, se iniciaram duas obras: uma capela e um pequeno hospital.
A construção do actual santuário foi autorizada por S. Carlos Borromeu, e começou em 1575 sob a direção de Pellegrino Tibaldi, (conhecido por o Pellegrini); os trabalhos terminaram no século XVIII sendo em geral, respeitado o projeto original de Pellegrini.

### Exterior da Basílica
A Basílica possui de 93 metros de comprimento por 33 de largura, e 22 metros de altura. A abóbada chega aos 64 metros. O altar foi construído em madeira e as paredes eram pintadas de amarelo até os anos 70, quando foram descobertas as cores originais da fachada: cinza e vermelho (dos tijolos de cerâmica).

### Interior da Basílica
O interior é dividido em duas partes: o ocidental - a maior - constituída por quatro capelas decoradas, e a entrada principal; e a oriental - menor - de onde se pode aceder à cripta.
As duas parte do santuário são separadas do altar-mor.

## Galeria

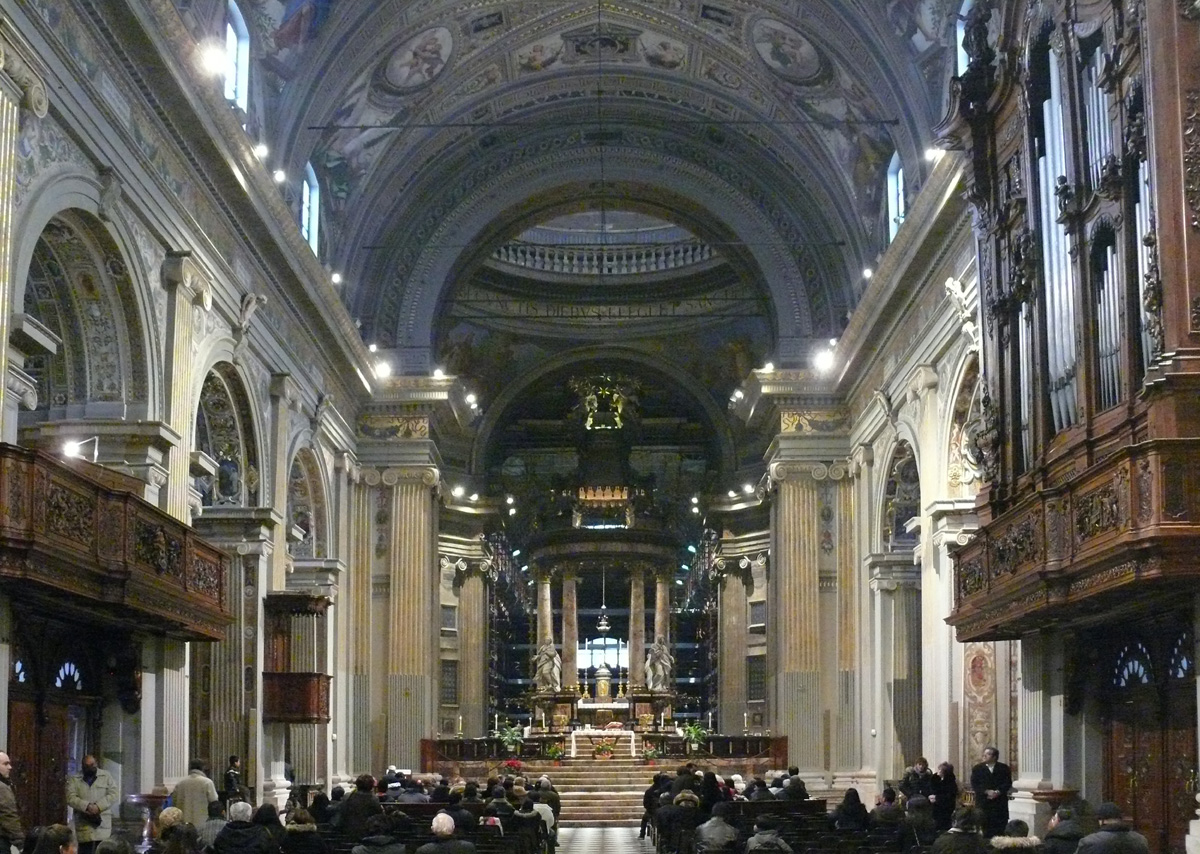
Interior do Santuário
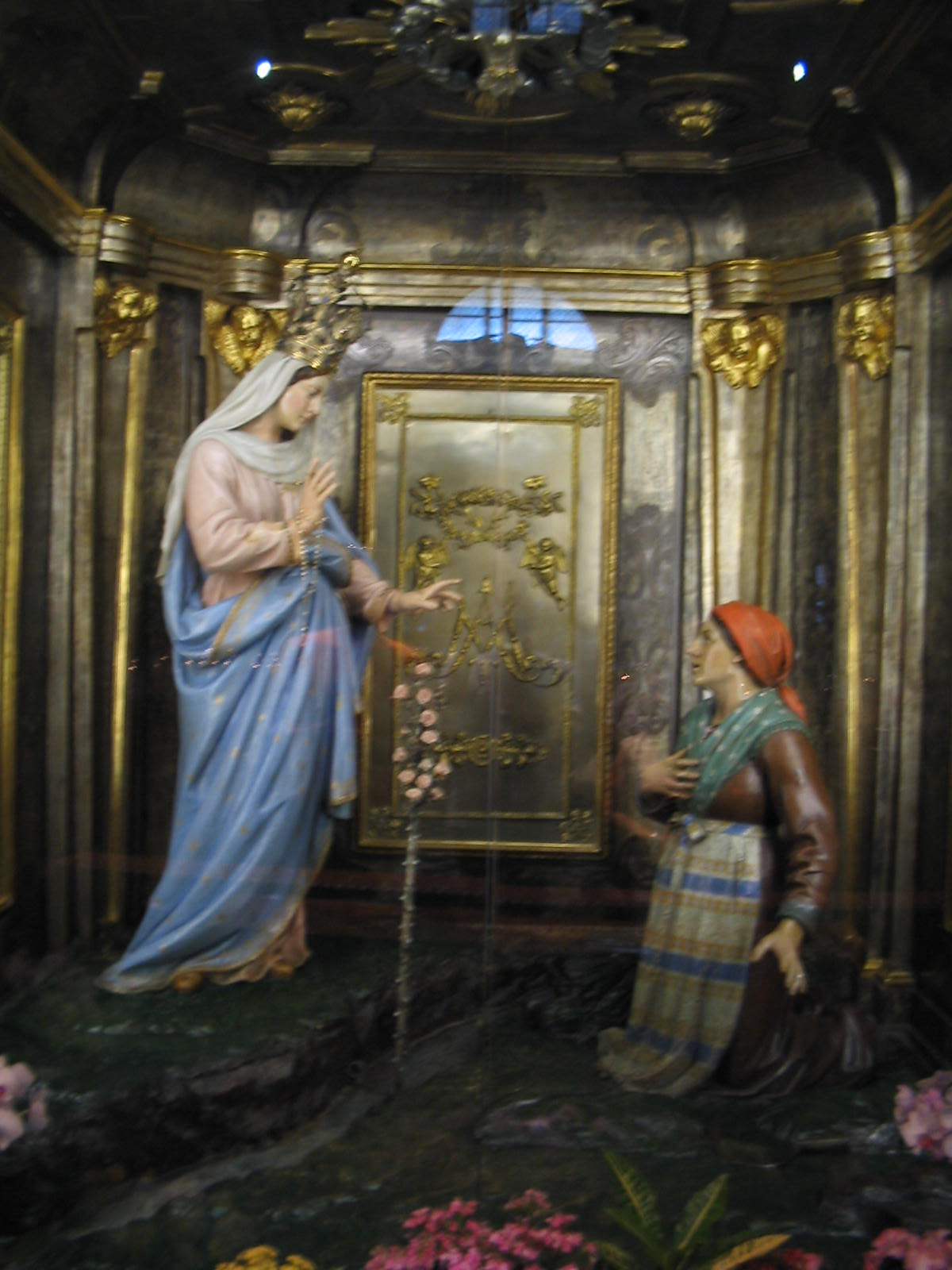
A cripta com a imagem da aparição, em madeira
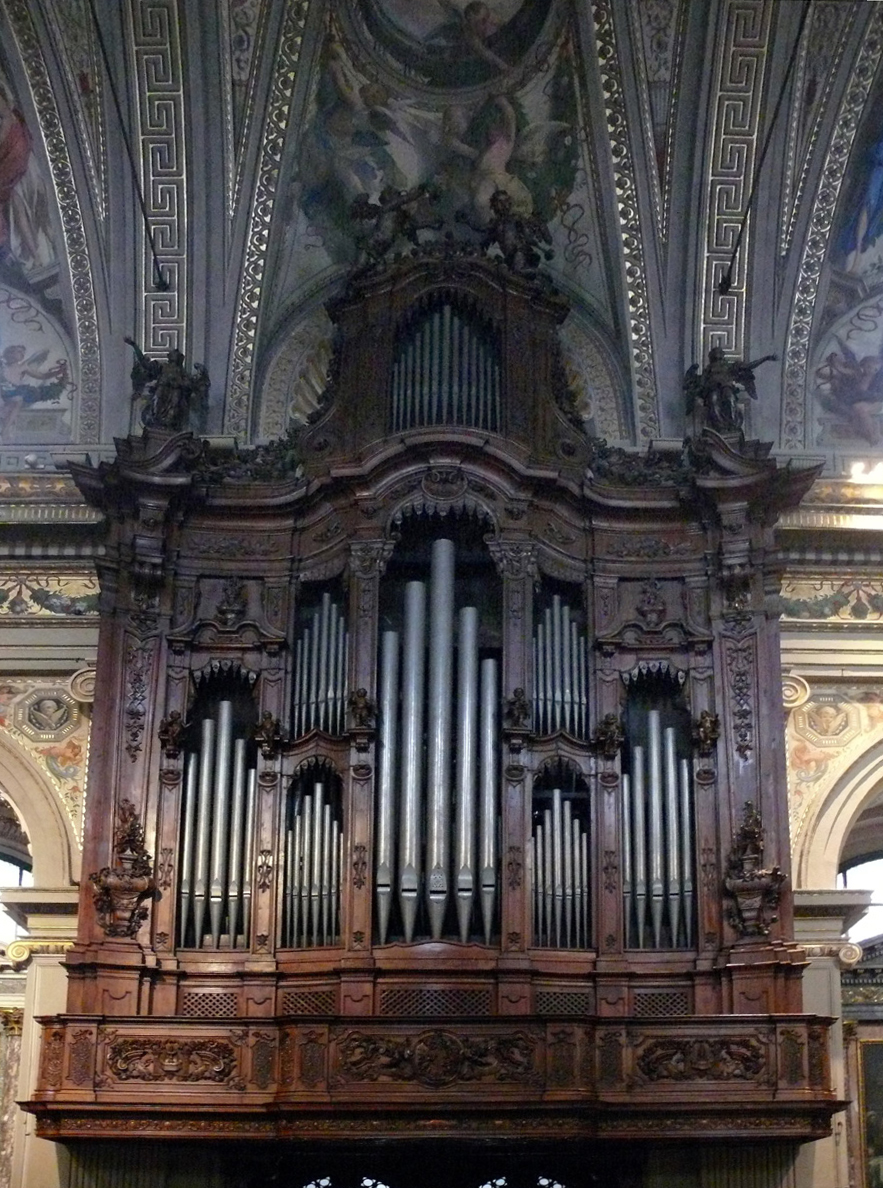
O grande órgão Serassi